# Oberea parteflavoantennalis
Oberea parteflavoantennalis là một loài bọ cánh cứng trong họ Cerambycidae.